# 愛知県立大府もちのき特別支援学校
愛知県立大府もちのき特別支援学校（あいちけんりつおおぶもちのきとくべつしえんがっこう）は、愛知県大府市にある特別支援学校。
知的障害のある児童生徒が対象となる。

## 概要
半田特別支援学校および三好特別支援学校の教室不足解消のため、2018年（平成30年）4月大府特別支援学校の敷地内に開校した。これに伴い通学区域の見直しが行われ、半田特別支援学校に通っていた東浦町の生徒と三好特別支援学校に通っていた豊明市の生徒が転入学している。また、愛知県立半田養護学校桃花校舎は愛知県立大府もちのき特別支援学校桃花校舎に改称した。

## 桃花校舎

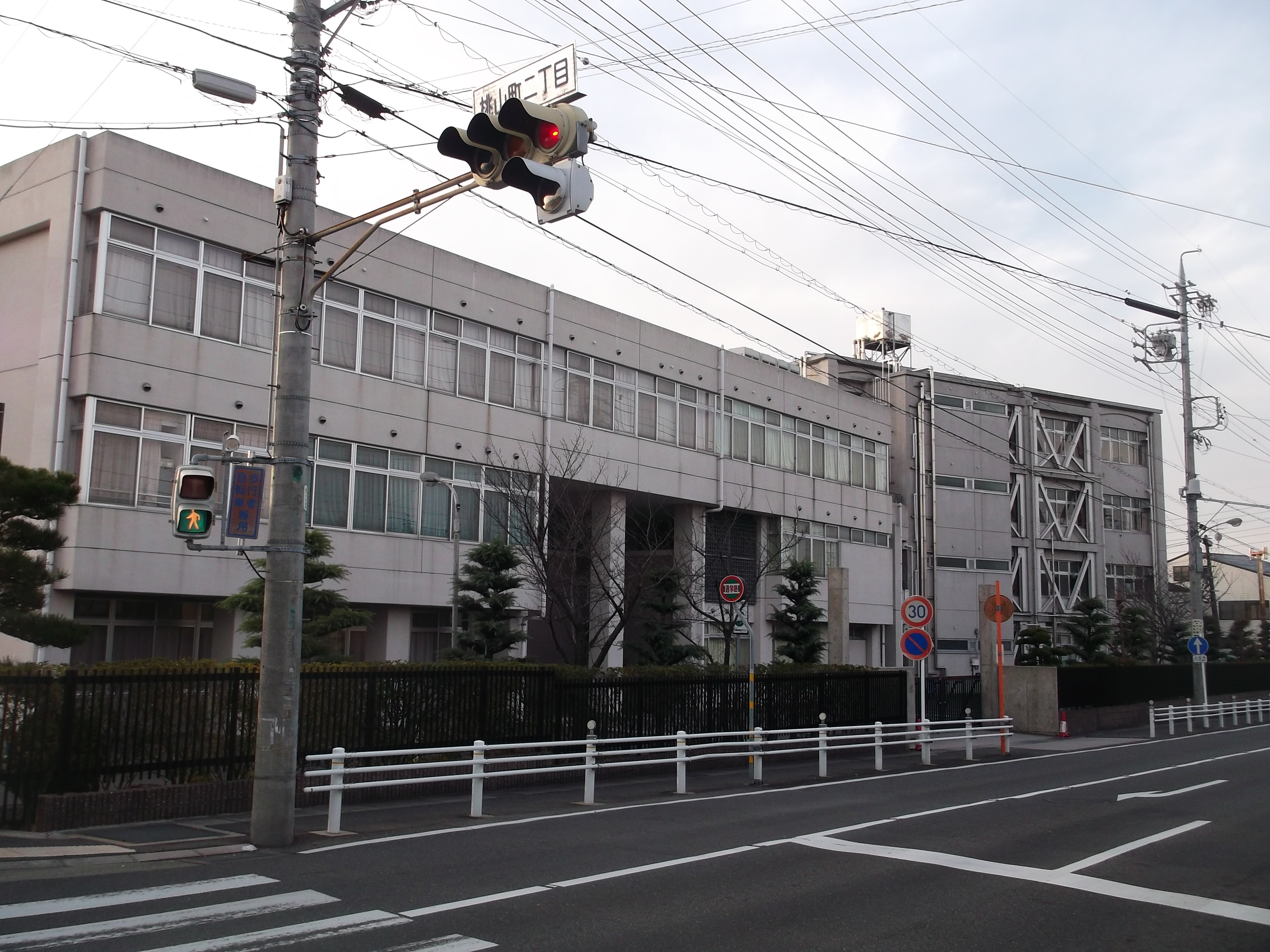
桃花校舎

2006年（平成18年）4月1日、愛知県立桃陵高等学校内に愛知県立半田養護学校桃花校舎として開設された。2014年（平成26年）4月に愛知県立半田特別支援学校桃花校舎となり、2018年（平成30年）4月より現校名となる。設置学科は普通科のみで、第１学年のコース授業は前期、後期に分かれて、商品管理、木工・紙工、窯業となる。
第2学年よりものづくりコースか流通・サービスコースを選択するコース制となる。流通サービスコースは、紙工と商品管理の他に新たに清掃の作業が加わる。対象は比較的軽い知的障害をもつ生徒で、中学生もしくは特別支援学校の中学部を卒業したもの、またはこれと同等以上の学力があると認められるものとしている。

## 所在地
愛知県立大府もちのき特別支援学校
- 愛知県大府市森岡町7丁目427番地

愛知県立大府もちのき特別支援学校桃花校舎
- 愛知県大府市中央町五丁目15番地

## 通学区域
- 大府市[1]
- 東海市[1]
- 東浦町（旧半田特別支援学校区域）[1]
- 豊明市（旧三好特別支援学校区域）[1]